# Losiwskyj
Losiwskyj (ukrainisch Лозівський; russisch Лозовский/Losowski) ist eine Siedlung städtischen Typs im Süden der ukrainischen Oblast Luhansk mit etwa 5100 Einwohnern.
Der Ort gehört administrativ zum Rajon Slowjanoserbsk, das Rajonszentrum Slowjanoserbsk ist 17 Kilometer nördlich gelegen, die Oblasthauptstadt Luhansk befindet sich 31 Kilometer östlich des Ortes.
Zur gleichnamigen Siedlungsratsgemeinde zählt auch noch die Ansiedlung Kryworischschja (Криворіжжя), durch den Ort verläuft der Fluss Losowa (Лозова).
Losiwskyj wurde 1949 als Arbeitersiedlung für eine Kohlegrube unter dem Namen Wosma strojka (Восьма стройка; „Bau 8“) und erhielt 1954 den Status einer Siedlung städtischen Typ, gleichzeitig wurde sie auf den heutigen Namen umbenannt. Seit Sommer 2014 ist der Ort im Verlauf des Ukrainekrieges durch Separatisten der Volksrepublik Lugansk besetzt.

## Persönlichkeiten
- Wolodymyr Struk (1964–2022), Politiker